# The Restoration
The Restoration é um filme mudo norte-americano de 1909 em curta-metragem, do gênero drama, dirigido por D. W. Griffith, estrelado por James Kirkwood, Marion Leonard, Mary Pickford, Owen Moore e George Nichols.

## Elenco
- James Kirkwood ... Mr. Morley
- Marion Leonard ... Mrs. Morley
- Owen Moore ... Jack
- Mary Pickford ... Alice Ashford
- George Nichols ... O doutor